# Ocenebra emipowlusi
Ocenebra emipowlusi är en snäckart som beskrevs av Abbott 1954. Ocenebra emipowlusi ingår i släktet Ocenebra och familjen purpursnäckor. Inga underarter finns listade i Catalogue of Life.